# 1898–1899-es belga labdarúgó-bajnokság (első osztály)
Az 1898–1899-es Jupiler League volt a 4. alkalommal megrendezett, legmagasabb szintű labdarúgó-bajnokság Belgiumban. A szezonban 9 klubcsapat vett részt.
A címvédő a Liège volt. A bajnoki trófeát újra a Liège csapata nyerte meg, a bajnokság történetében harmadjára.

## Tabella

### A csoport
| Hely. | Csapat                                 | M | Gy | D | V | G+ | G– | Gk  | P  | Továbbjutás vagy kiesés |
| ----- | -------------------------------------- | - | -- | - | - | -- | -- | --- | -- | ----------------------- |
| 1.    | Liège                                  | 8 | 8  | 0 | 0 | 31 | 5  | +26 | 16 | Továbbjutott a döntőbe  |
| 2.    | Rhodienne-De Hoek                      | 8 | 4  | 0 | 4 | 30 | 22 | +8  | 8  |                         |
| 3.    | Léopold                                | 8 | 3  | 1 | 4 | 23 | 21 | +2  | 7  |                         |
| 4.    | Athletic and Running Club de Bruxelles | 7 | 2  | 1 | 4 | 11 | 28 | −17 | 5  |                         |
| 5.    | Antwerp                                | 7 | 1  | 0 | 6 | 5  | 24 | −19 | 2  |                         |

### B csoport
A B csoport győztese a Club Brugge. Az Oostendensche, a Gantois és a Sport Pédestre de Gand csapata nem jutott be a döntőbe.

### Döntős
| 1. csapat | Össz. | 2. csapat   | 1. mérk. | 2. mérk. |
| --------- | ----- | ----------- | -------- | -------- |
| Liège     | 6–3   | Club Brugge | 2–0      | 4–3      |